# Çaparlı (Şəmkir)
Çaparlı è un comune dell'Azerbaigian situato nel distretto di Şəmkir.